# Antoine Wright (basket-ball)
 (novembre 2019).
Si vous disposez d'ouvrages ou d'articles de référence ou si vous connaissez des sites web de qualité traitant du thème abordé ici, merci de compléter l'article en donnant les références utiles à sa vérifiabilité et en les liant à la section « Notes et références ».
Pour les articles homonymes, voir Antoine Wright et Wright.
Antoine Wright, né le 6 février 1984 à West Covina (Californie), est un joueur américain de basket-ball.